# Coenina aigneri
Coenina aigneri là một loài bướm đêm trong họ Geometridae.